# Biała Nyska

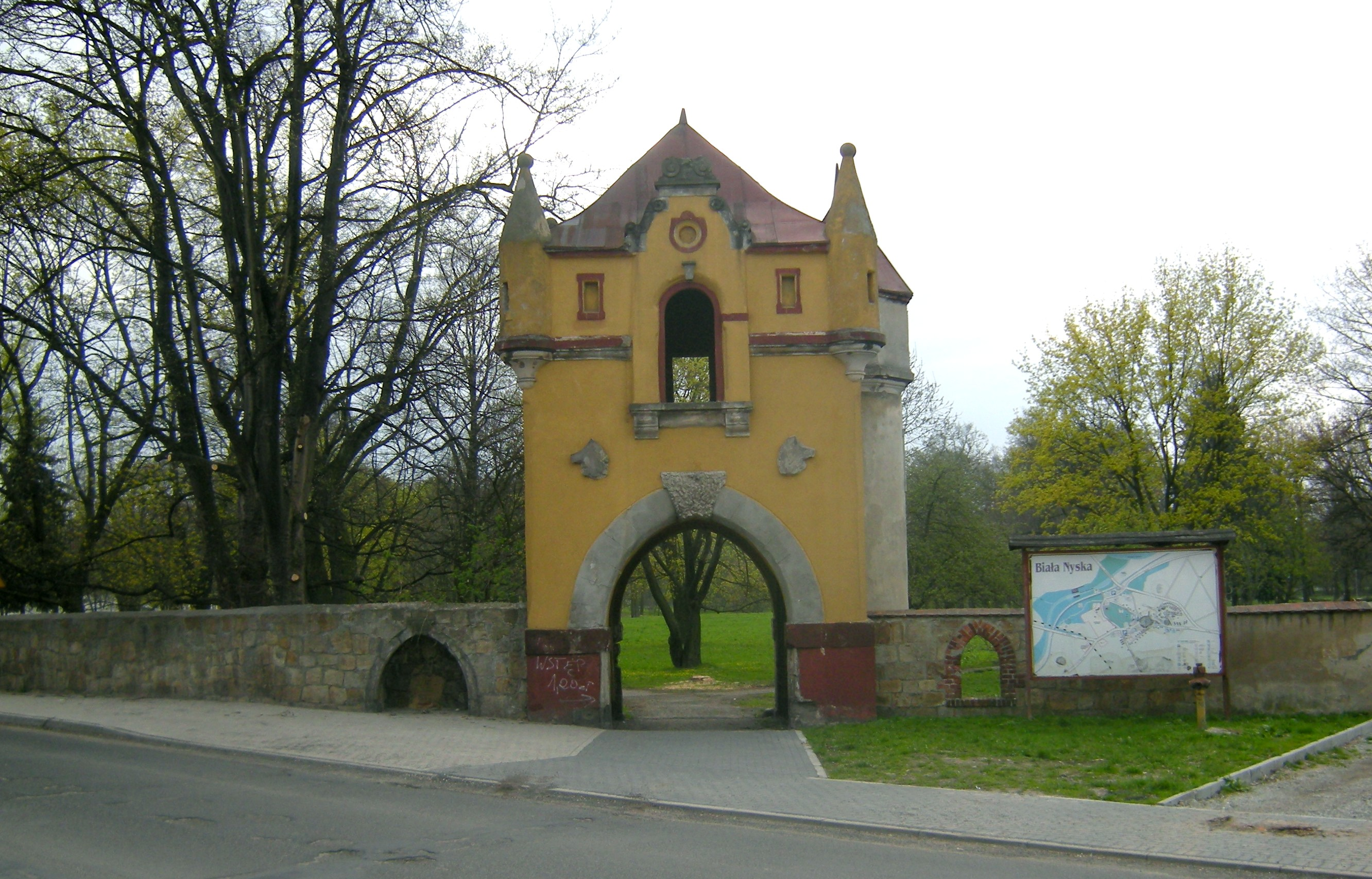

Biała Nyska is een dorp in de Poolse woiwodschap Opole. De plaats maakt deel uit van de gemeente Nysa.